# Festival de Cinema Queer de Muskoka
El Festival de Cinema Queer de Muskoka (anglès: Muskoka Queer Film Festival, abreujat MQFF) és un festival de cinema LGBTQ que se celebra anualment al municipi canadenc de Muskoka, situat a la província d'Ontario.
Es va organitzar per primera vegada el 2020, gràcies a la cooperació entre el comitè de l'Orgull de Muskoka i la productora de cinema local Sanctuary Studios. A causa de l'arribada de la pandèmia de COVID-19 al Canadà, les projeccions previstes en persona es van haver de cancel·lar. Així doncs, d'improvís, l'esdeveniment va passar a desenvolupar-se totalment com un festival en línia. Tant el 2021 com el 2022 es va tornar a fer telemàtic, tenint en compte les condicions sanitàries del moment. Totes les edicions s'han dut a terme amb taquilla inversa.

## Premis
| Any  | Títol                         | Direcció           |
| ---- | ----------------------------- | ------------------ |
| 2020 | Ayaneh                        | Nicolas Greinacher |
| 2021 | Christian in the Closet       | Joel Fleming       |
| 2022 | Emergence: Out of the Shadows | Arun Fulara        |

| Any  | Títol               | Direcció             |
| ---- | ------------------- | -------------------- |
| 2020 | So Beautiful        | Brandon Nicoletti    |
| 2021 | Sunday              | Vinay Giridhar       |
| 2022 | Before the Eruption | Roberto Pérez Toledo |